# Збройні сили Таїланду
Королівські Збройні сили Таїланду (тай. จอมทัพไทย) — сукупність військ Таїланду, призначена для захисту свободи, незалежності та територіальної цілісності держави. Складаються з сухопутних військ, військово-морських сил, Повітряних сил та прикордонної поліції. Основна мета військової політики — оборона королівства.

## Історія збройних сил
У 30-х — 40-х роках армія будувалася за законами наступальної тактики. У різний час Таїланд воював проти Франції, Японії, В'єтнаму, Лаосу, Камбоджі. У 70-х — 80-х роках за допомогою США здійснена програма переозброєння збройних сил, а з середини 90-х програма повного реформування та переоснащення. У озброєнні армії Таїланду США грає головну роль: постачання озброєння, оснащення підприємств з виробництва озброєння і боєприпасів, заміна старого озброєння, навчання фахівців.
Служба в армії проходить за контрактною (65%) та обов'язковою системами. Термін служби призовників 2 роки (для сухопутних військ) і 3 роки (для військово-морського флоту). Призовний вік — 21 рік. Граничний вік резервістів — 49 років[джерело?]. Призову не підлягають юнаки, що мають зріст менше 160 см і вагу менше 50 кг.

## Участь в конфліктах
- Франко-сіамська війна
- Перша світова війна
- Франко-тайська війна
- Друга світова війна
- Корейська війна
- Війна у В'єтнамі
- Тайсько-Лаоська прикордонна війна
- Присутність в Східному Тиморі
- Іракська війна
- Війна в Південному Таїланді